# Сейлемская конвенция по правам женщин
Сейлемская конвенция по правам женщин в 1850 году была организована 19—20 апреля 1850 года в Сейлеме, штат Огайо, центре реформаторской деятельности. Это была третья из серии конвенций по правам женщин, которые начались с конвенции Сенека-Фолса 1848 года. Это была первая из этих конвенций, организованных по всему штату. Присутствовало около пятисот человек. Все руководительницы съезда были женщинами. Мужчинам не разрешалось голосовать, сидеть на платформе или выступать во время съезда. Съезд разослал хронику съезду, который готовил новую конституцию штата Огайо с просьбой предоставить женщинам право голоса.

## История
Сейлемская конвенция по правам женщин собралась 19—20 апреля 1850 года в Сейлеме, штат Огайо. Присутствовало около пятисот человек. Она была организована во Второй баптистской церкви и Доме собраний друзей (квакеров). Это была третья в серии конвенций по правам женщин, которые начались с конвенции Сенека-Фолса 1848 года и продолжились Рочестерской конвенцией две недели спустя. Обе они были региональными собраниями на западе штата Нью-Йорк. Сейлемская конвенция была первой конвенцией по правам женщин, организованной по всему штату. Первой, организованной на национальной основе, стала Национальная конвенция по правам женщин в Вустере, штат Массачусетс, в октябре 1850 года.
Сейлем был центром реформаторской деятельности. Среди его жителей было несколько активистов против рабства, многие из которых были квакерами. Газета «Anti-Slavery Bugle», выступающая за отмену смертной казни, выходила в Сейлеме с 1845 года. В 1849 году в Сейлеме была сформирована местная группа «Прогрессивных друзей» — ассоциация квакеров, которые отчасти отделились от основной массы, чтобы иметь возможность работать более свободно для таких целей, как аболиционизм и права женщин. Местный школьный совет состоял из аболиционистов из обоих крыльев этого движения: последователей Уильяма Ллойда Гаррисона, которые выступали против участия в политической деятельности, и сторонников Партии свободы, политической партии аболиционистов. У всех восьми членов школьного совета были родственницы-женщины, которые участвовали в Сейлемском съезде.
В призыве к Сейлемской конвенции провозглашалось, что её цель будет состоять в том, чтобы «обеспечить всем людям признание равных прав и расширение государственных привилегий без различия пола или цвета кожи».
Бетси Микс Коулз была избрана президентом съезда. Коулз, которая была связана с обоими крыльями аболиционистского движения, долгое время была защитницей прав афроамериканцев. Она возглавила кампанию против законов, дискриминирующих чернокожих детей в государственных школах Огайо. В 1835 году она стала лидером Общества женщин против рабства округа Аштабула. Джейн Элизабет Джонс, преподаватель аболиционистов, выступила с основным обращением съезда. Жозефина Гриффинг, ещё одна видная активистка против рабства и за права женщин, входила в деловой комитет.
Все офицеры съезда были женщинами. Мужчинам не разрешалось голосовать, сидеть на платформе или выступать во время съезда. Зрители-мужчины, однако, поддержали их, и когда съезд закончился, они создали свою собственную организацию и одобрили действия съезда женщин.
Съезд собрался менее чем за месяц до открытия съезда штата, который пересмотрел конституцию штата Огайо в 1850—1851 годах. Сейлемский съезд утвердил хронику, которая была передана конституционному съезду вместе с 8000 подписями. Мемориал завершился словами:

«Закон должен поддерживать и защищать всех, кто попадает под его власть, а не создавать состояние зависимости и депрессии у любого человека. Законы не должны превращать женщину в простую пенсионерку из-за щедрости мужа, тем самым порабощая её волю и низводя её до состояния абсолютной зависимости. Полагая, что женщина страдает не одна, когда подчиняется репрессивным и неравноправным законам, но что все, что пагубно затрагивает её интересы, подрывает высшее благо расы, мы искренне просим, чтобы в Новой конституции вы собирались сформировать государство Огайо, женщинам должно быть обеспечено не только избирательное право, но и все политические и юридические права, которые гарантированы мужчинам».

На съезде были зачитаны письма видных лидеров по защите прав женщин, которые не смогли присутствовать, включая Элизабет Кейди Стэнтон, Лукрецию Мотт и Люси Стоун.